# 주식공개매수
주식공개매수(tender offer)란 불특정 다수인으로부터 주식 등을 집단적으로 장외에서 매수하는 것을 말한다. 보통 회사의 경영권을 획득하거나 강화하기 위해 시행한다. 영국에서는 TOB(Takeover Bid)라고 한다.

## 같이 보기
- 전자입찰
- 조달
- 프리세일즈